# Вильягарсон
Вильягарсон (исп. Villagarzón) — город и муниципалитет на юго-западе Колумбии, на территории департамента Путумайо.

## История
Поселение, из которого позднее вырос город, было основано в 1946 году. Муниципалитет Вильягарсон был выделен в отдельную административную единицу 14 марта 1977 года.

## Географическое положение

Муниципалитет Вильягарсон

Город расположен в восточной части департамента, в пределах Амазонского природно-территориального комплекса, на правом берегу реки Мокоа (правый приток реки Какеты), на расстоянии приблизительно 13 километров к юго-юго-востоку от города Мокоа, административного центра департамента. Абсолютная высота — 426 метров над уровнем моря.
Муниципалитет Вильягарсон граничит на северо-западе с территорией муниципалитета Сантьяго, на северо-востоке и востоке — с муниципалитетом Мокоа, на юго-востоке — с муниципалитетом Пуэрто-Кайседо, на юго-западе — с муниципалитетом Орито, на западе — с территорией департамента Нариньо. Площадь муниципалитета составляет 1250 км².

## Население
По данным Национального административного департамента статистики Колумбии, совокупная численность населения города и муниципалитета в 2024 году составляла 27 111 человек.
Динамика численности населения муниципалитета по годам:
| 2005   | 2010   | 2015   | 2020   | 2021   | 2022   | 2023   | 2024   |
| ------ | ------ | ------ | ------ | ------ | ------ | ------ | ------ |
| 20 785 | 20 885 | 21 134 | 25 180 | 25 798 | 26 208 | 26 710 | 27 111 |

## Экономика
Большинство трудоспособного населения занято в сельском хозяйстве, аквакультуре и лесном хозяйстве.

## Транспорт
Через город проходит национальное шоссе № 45 (исп. Ruta Nacional 45).